# Eccidio di Podrute
L'eccidio di Podrute avvenne il 7 gennaio 1992 nei pressi del villaggio omonimo non lontano da Novi Marof sui cieli tra Varaždin e Zagabria, estremo nord della Croazia, nei pressi del confine con Slovenia ed Ungheria.
Quattro militari italiani e un francese rimasero uccisi in seguito all'abbattimento dell'elicottero AB-205 dell'Aviazione Leggera dell'Esercito sul quale volavano impegnati per conto della Missione di monitoraggio della Comunità europea (ECMM), da parte di una coppia di MiG-21 dell'Aeronautica militare iugoslava di cui uno pilotato dall'allora poručnik Emir Šišić (oggi major, autore materiale dell'abbattimento), e decollati su allarme dalla base aerea di Željava (Bihać - allora ancora Repubblica Socialista di Bosnia ed Erzegovina e parte integrante della Iugoslavia).
Rimase coinvolto anche un altro elicottero dell'ALE, che i MiG cercarono di abbattere, ma il pilota riuscì a evitare il fuoco iugoslavo e ad atterrare indenne in una radura.
La missione degli elicotteri si svolgeva sotto l'egida della Comunità europea e con l'approvazione delle stesse autorità di Belgrado, al fine di assicurare l'osservanza del "cessate il fuoco" stabilito dalla fine del 1991.

## L'evento
Alle ore 13:30 circa del 7 gennaio 1992, i due elicotteri decollano dalla pista della base aerea di Kaposvár in Ungheria salendo a 900 piedi (300 metri) e procedendo in formazione; avanti l'AB-205, leggermente arretrato, più in basso e con rotta parallela l'AB-206. Per precauzione sin dall'inizio della loro presenza in area, i piloti italiani sia durante i combattimenti che nelle fasi di tregua non sorvolano mai le zone di fuoco, ma le aggirano passando, quando possibile, sul territorio ungherese.
I piloti degli elicotteri entrano sotto il controllo aereo di Zagabria che segue il loro volo.
Alle 13:50 ad una coppia di MiG-21 del 117. lap ("lovacko-avijacijski puk" ovvero Reggimento aviazione da caccia) della "Jugoslovensko ratno vazduhoplovstvo" (Aeronautica militare federale iugoslava) in turno di scramble, ossia pronta ad intervenire su ordine dalla pista dell'aeroporto militare di Bihać, in Bosnia, viene dato il segnale di decollo immediato e la rotta per dirigere verso la zona dove volano gli elicotteri dell'ECMM. I velivoli sono pilotati da Danijel Borović e Emir Šišić.
Alle 13:59, su autorizzazione della torre di controllo di Zagabria gli elicotteri fanno quota passando da 900 a 2700 piedi (da 300 a 900 metri). I due MiG che volano verso di loro sono decollati quando gli elicotteri erano più o meno a metà strada tra Kaposvar e Zagabria.

### L'abbattimento
Alle 14:07 il pilota Emir Šišić, puntò con il suo Mig l'elicottero italiano e lo fece esplodere con un missile aria aria, uccidendo quattro militari italiani, il pilota Enzo Venturini, il sergente maggiore Marco Matta, i marescialli Fiorenzo Ramacci e Silvano Natale e uno francese, il maggiore Jean Loup Eychenne.
Alla stessa ora, il centro del controllo del traffico aereo di Zagabria riceve il disperato triplice Mayday; lanciato dall'allora tenente Barbafiera che pilotava l'AB-206; del quale si riporta la testimonianza:

## Altri accusati
Altri accusati in concorso in strage, disastro aviatorio, omicidio e tentato omicidio plurimo:
- General-pukovnik[4] Blagoje Adžić, capo di stato maggiore dell'Armata popolare iugoslava.
- General-major[5] Ljubomir Bajić,[6] Comandante del V Corpo aeronautico e difesa aerea (5. vazduhoplovni korpus RViPVO).[7][8]
- Pukovnik[9] Božidar Martinović, del Centro operativo delle forze armate e difesa aerea.
- Potpukovnik[10] Dobrivoje Opačić, probabile comandante della base aerea di Željava.

### Le motivazioni della sentenza di condanna della Corte d'assise
La sentenza della terza Corte d'assise di appello di Roma, arrivata 21 anni dopo l'evento, ha condannato, ribaltando la sentenza assolutoria di primo grado, Dobrivoje Opačić, comandante della base militare di Bihać, da dove decollò il caccia, e Ljubomir Bajić, suo superiore, comandante del 5º corpo d'armata dell'aeronautica militare iugoslava, a 28 anni di reclusione per omicidio e disastro aviatorio.
Questo ultimo aveva affermato in un processo parallelo che si era tenuto in Croazia: "Ho ordinato ai miei subalterni di attaccare immediatamente i velivoli non identificati". Nelle motivazioni della sentenza si legge che è "in quell'attaccare immediatamente" la spiegazione dell'accaduto, nessuna cautela, nessun tentativo di identificazione, soprattutto nessun cenno a qualsiasi regola d'ingaggio. I giudici sottolineano che la responsabilità di tutto andrebbe ricercata in gerarchie ancora più alte: Blagoje Adžić. Lui all'epoca era il comandante dello Stato maggiore delle forze armate e della difesa aerea: "Non meno evidente - si spiega nella motivazione - la responsabilità del Blagoje Adzic, ora deceduto, ma che all'epoca era "il primo nella catena" di comando.
In sostanza, secondo la sentenza, da parte del pilota del Mig 21 non ci fu nessun errore: semplicemente eseguì un ordine, quello di abbattere l'elicottero italiano in missione di pace in territorio jugoslavo, ricevuto dalle alte gerarchie dell'aeronautica di Belgrado. Essi non erano affatto velivoli sconosciuti ai militari serbi (gli spostamenti nel territorio Jugoslavo degli aeromobili delle missioni erano ben noti ai vertici militari serbi) ed oltretutto erano di colore bianco e esibivano a chiare lettere le insegne dell'ECMM.
La sentenza ha considerato responsabile anche la Repubblica Serba condannandola "al risarcimento dei danni" a favore dei familiari dei tre soldati italiani deceduti "accordando una provvisionale di 150.000 euro", accogliendo così in gran parte le richieste del sostituto procuratore Erminio Amelio.
La Prima Sezione Penale della Suprema Corte di Cassazione di Roma, in data 14 settembre 2015, ha rigettato i ricorsi dell'imputato Opacic e della Repubblica di Serbia, confermando la sentenza di condanna della Corte d'Assise d'Appello di Roma, diventata così definitiva, anche agli effetti civili. La Repubblica di Serbia è stata peraltro condannata in via solidale con l'imputato Opacic a rifondere le spese legali del terzo grado di giudizio a tutte le parti civili costituite.

## I caduti
Sull'elicottero abbattuto persero la vita:
- Enzo Venturini, tenente colonnello pilota, MOVM;
- Marco Matta, sergente maggiore pilota, MOVM;
- Fiorenzo Ramacci, maresciallo capo, MOVM;
- Silvano Natale, maresciallo capo, MOVM;
- Jean-Loup Eychenne,[12] lieutenant de vaisseau (tenente di vascello) della Marine nationale francese.

## Filmografia
Sulla vicenda è stato girato un film intitolato: Gli eroi di Podrute, diretto dal regista Mauro Curreri. La distribuzione nelle sale del circuito Microcinema.eu è iniziata nel febbraio 2009 con la prima presso il Cinema Aquila di Roma.